# János Karácsony
János Karácsony (ur. 19 sierpnia 1951 w Budapeszcie) – węgierski gitarzysta i wokalista. 

## Życiorys
W dzieciństwie uczył się gry na fortepianie, a następnie na gitarze klasycznej. Zdobyte w tym okresie umiejętności przyczyniły się do wykształcenia się indywidualnego stylu, który później wyróżniał go w stosunku do innych gitarzystów. Zimą 1967 roku grał w grupie Ferm, towarzyszącej Viktórii Vincze.
W 1971 roku z Mátyásem Várkonyim, Sándorem Révészem, Gáborem Novaim, Lajosem Reckiem i Istvánem Gáborem Ákosem założył zespół Generál. W październiku 1974 roku dołączył do zespołu Locomotiv GT, gdzie trafił na miejsce Tamása Barty, który zamieszkał w Stanach Zjednoczonych. Piosenki jego autorstwa i charakterystyczna barwa głosu przyczyniły się do sukcesu Locomotivu. Najbardziej znane kompozycje Karácsonyego to: Rajongás (1976), Engedj el (1977), Az utolsó szerelmes dal (1978), A dal a miénk (1980), Áldd meg a dalt (1980), A síneken (1982) i Ellenfél nélkül (1984).
W drugiej połowie lat 80. XX wieku Locomotiv GT coraz mniej koncertował, a jego członkowie skoncentrowali się głównie na karierach solowych. János Karácsony wydał trzy solowe albumy. Poza tym działał jako producent i inżynier dźwięku albumów grupy Napoleon Boulevard, i nadal współpracował z członkami Locomotivu.

## Nagrody i wyróżnienia
- Hungaroton – nagroda za całokształt twórczości (2000)
- Krzyż Rycerski Węgierskiego Orderu Zasługi (2005)
- Story Ötcsillag-díj (Pięć gwiazdek tygodnika „Story”), dzielona z członkami Locomotiv GT – produkcja muzyczna roku (2014)

## Albumy
- 1986 – Az időn túl
- 1996 – James
- 2002 – Boldog Karácsony